# Tyskland i olympiska sommarspelen 2000
Tyskland deltog i de olympiska sommarspelen 2000 med en trupp bestående av 422 deltagare, 241 män och 181 kvinnor, och de tog totalt 56 medaljer.

## Medaljer

### Guld
- Nils Schumann - Friidrott, 800 m
- Heike Drechsler - Friidrott, längdhopp
- Andreas Dittmer - Kanotsport, C-1 1000 meter
- Thomas Schmidt - Kanotsport, K-1 slalom
- Birgit Fischer och Katrin Wagner - Kanotsport, K-2 500 meter
- Birgit Fischer, Manuela Mucke, Anett Schuck och Katrin Wagner - Kanotsport, K-4 500 meter
- Robert Bartko - Cykling, förföljelselopp 4 km
- Robert Bartko, Daniel Becke, Guido Fulst och Jens Lehmann - Cykling, förföljelselopp i lag
- Jan Ullrich - Cykling, linjelopp
- Otto Becker, Ludger Beerbaum, Marcus Ehning och Lars Nieberg - Ridsport, hoppning i lag
- Nadine Capellmann, Ulla Salzgeber, Alexandra Simons de Ridder, Isabell Werth - Ridsport, dressyr i lag
- Kathrin Boron och Jana Thieme - Rodd, dubbelsculler
- Kerstin Kowalski, Meike Evers, Manja Kowalski och Manuela Lutze - Rodd, fyrsculler

### Silver
- Lars Riedel - Friidrott, diskuskastning
- Björn Bach, Jan Schäfer, Stefan Ulm och Mark Zabel - Kanotsport, K-4 1000 meter
- Stefan Nimke - Cykling, sprint 1 km
- Jens Lehmann - Cykling, förföljelselopp 4 km
- Jan Ullrich - Cykling, tempolopp
- Hanka Kupfernagel - Cykling, linjelopp
- Isabell Werth - Ridsport, dressyr individuell
- Ralf Bissdorf - Fäktning, florett, individuellt
- Rita König - Fäktning, florett, individuellt
- Claudia Blasberg och Valerie Viehoff - Rodd, dubbelsculler lättvikt
- Tommy Haas - Tennis, herrsingel
- Faissal Ebnoutalib - Taekwondo, medelvikt
- Stephan Vuckovic - Triathlon
- Marc Huster - Tyngdlyftning, 77-85 kg
- Ronny Weller - Tyngdlyftning, +105 kg
- Gunnar Bahr, Ingo Borkowski och Jochen Schümann - Segling, soling
- Amelie Lux - Segling, mistral

### Brons
- Cornelia Pfohl, Barbara Mensing och Sandra Wagner-Sachse - Bågskytte,lag
- Astrid Kumbernuss - Friidrott, kulstötning
- Kirsten Münchow - Friidrott, släggkastning
- Sebastian Köber - Boxning, tungvikt
- Ronald Rauhe och Tim Wieskötter - Kanotsport, K-2 500 meter
- Andreas Dittmer - Kanotsport, C-1 500 meter
- Lars Kober och Stefan Uteß - Kanotsport, C-2 1000 meter
- Jens Fiedler - Cykling, sprint
- Jens Fiedler - Cykling, keirin
- Andreas Klöden - Cykling, linjelopp
- Dörte Lindner - Simhopp, 3 m
- Jan Hempel och Heiko Meyer - Simhopp, synkroniserad 10 m
- Ulla Salzgeber - Ridsport, dressyr individuell
- Wiradech Kothny - Fäktning, sabel, individuellt
- Dennis Bauer, Wiradech Kothny, Eero Lehmann och Alexander Weber - Fäktning, sabel, lag
- Sabine Bau, Rita König, Gesine Schiel och Monika Weber - Fäktning, florett, lag
- Anna-Maria Gradante - Judo, lätt lättvikt 48 kg
- Marcel Hacker - Rodd, singelsculler
- Marco Geisler, Andreas Hajek, Stephan Volkert och André Willms - Rodd, fyrsculler
- Katrin Rutschow-Stomporowski - Rodd, singelsculler
- Fotbollslandslaget damer (Nadine Angerer, Renate Lingor, Nicole Brandebusemeyer, Maren Meinert, Doris Fitschen, Sandra Minnert, Jeannette Götte, Claudia Müller, Stefanie Gottschlich, Birgit Prinz, Inka Grings, Silke Rottenberg, Ariane Hingst, Kerstin Stegemann, Melanie Hoffmann, Bettina Wiegmann, Steffi Jones och Tina Wunderlich)
- Stev Theloke - Simning, 100 m ryggsim
- Jens Kruppa, Thomas Rupprath, Torsten Spanneberg och Stev Theloke - Simning, 4 x 100 m medley
- Antje Buschschulte, Sara Harstick, Kerstin Kielgass, Franziska van Almsick, Meike Freitag (i kval) och Britta Steffen (i kval) - Simning, 4 x 100 m medley
- Jörg Ahmann och Axel Hager - Volleyboll, beachvolleyboll
- Roland Gäbler och Rene Schwall - Segling, tornado

## Badminton
Herrdubbel
- Michael Helber, Bjoern Siegemund
  - Sextondelsfinal: Förlorade mot Peter Axelsson, Pär-Gunnar Jönsson från Sverige

Damsingel
- Nicole Grether
  - 32-delsfinal: Besegrade Katarzyna Krasowska från Polen
  - Sextondelsfinal: Besegrade Rhonda Cator från Australien
  - Åttondelsfinal: Förlorade mot Ji-Hyun Kim från Sydkorea

Damdubbel
- Nicole Grether, Karen Stechmann
  - Sextondelsfinal: Besegrade Ann Jorgensen, Majken Vange från Danmark
  - Åttondelsfinal: Förlorade mot Lotte Jonathans, Nicole van Hooren från Nederländerna

Mixeddubbel
- Nicol Pitro, Michael Keck
  - Sextondelsfinal: Besegrade Milaine Cloutier, Bryan Moody från Kanada
  - Åttondelsfinal: Förlorade mot Jens Eriksen, Mette Schjoldager från Danmark
- Björn Siegemund, Karen Stechmann
  - Sextondelsfinal: Förlorade mot Zhang Jun, Gao Ling från Kina

## Bordtennis
Herrar
- Timo Boll
- Peter Franz
- Jörg Rosskopf

Damer
- Qianhong Gotsch
- Elke Schall
- Jie Schöpp
- Nicole Struse
- Jing Tian-Zörner

## Boxning
Flugvikt
- Vardan Zakaryan
  - Omgång 1 — Förlorade mot Wijan Ponlid från Thailand (gick inte vidare)

Fjädervikt
- Falk Huste
  - Omgång 1 — Besegrade Joni Turunen från Finland
  - Omgång 2 — Förlorade mot Ricardo Juarez från USA (gick inte vidare)

Lättvikt
- Norman Schuster
  - Omgång 1 — Förlorade mot Patrick López från Venezuela (gick inte vidare)

Lätt weltervikt
- Kay Huste
  - Omgång 1 — Besegrade Victor Hugo Castro från Argentina
  - Omgång 2 — Förlorade mot Sven Paris från Italien (gick inte vidare)

Weltervikt
- Steven Küchler
  - Omgång 1 — Besegrade Yovanny Lorenzo från Dominica
  - Omgång 2 — Förlorade mot Dorel Simion från Rumänien (gick inte vidare)

Lätt mellanvikt
- Adnan Ćatić
  - Omgång 1 — Besegrade Dilshod Yarbekov från Uzbekistan
  - Omgång 2 — Besegrade Richard Rowles från Australien
  - Kvartsfinal — Förlorade mot Jermain Taylor från USA (gick inte vidare)

Tungvikt
- Sebastian Köber
  - Omgång 1 — Bye
  - Omgång 2 — Besegrade Magomed Aripgadjiyev från Azerbajdzjan
  - Kvartsfinal — Besegrade Mark Simmons från Kanada
  - Semifinal — Förlorade mot Félix Savón från Tyskland — Brons

Supertungvikt
- Cengiz Koç
  - Omgång 1 — Bye
  - Omgång 2 — Förlorade mot Alexis Rubalcaba från Kuba (gick inte vidare)

## Brottning
Grekisk-romersk stil
- Alfred Ter-Mkrtchyan (– 54 kg)
- Rifat Yildiz (– 58 kg)
- Adam Juretzko (– 69 kg)
- Thomas Zander (– 85 kg)

Fristil
- Vassili Zeiher (– 54 kg)
- Othmar Kuhner (– 58 kg)
- Jürgen Scheibe (– 63 kg)
- Alexander Leipold (– 76 kg) (avstånd på grund av dopning)
- Aravat Sabejev (– 97 kg)
- Sven Thiele (– 130 kg)

## Bågskytte
| Herrarnas individuella |                  |                         |         |
|                        | Christian Stubbe |                         |         |
| 32-delsfinal           | Besegrade        | Lionel Torres Frankrike | 163-161 |
| Sextondelsfinal        | Förlorade mot    | Bo Yang Kina            | 159-152 |

| Damernas individuella |                |                                   |                |                 |                            |                 |               |                       |               |
|                       | Cornelia Pfohl | Cornelia Pfohl                    | Cornelia Pfohl | Barbara Mensing | Barbara Mensing            | Barbara Mensing | Sandra Sachse | Sandra Sachse         | Sandra Sachse |
| 32-delsfinal          | Besegrade      | Vladlena Priestman Storbritannien | 159-155        | Besegrade       | Alexandra Fouace Frankrike | 157-149         | Förlorade mot | Karin Larsson Sverige | 147-146       |
| Sextondelsfinal       | Förlorade mot  | Ying He Kina                      | 163-157        | Förlorade mot   | Kateryna Serdyuk Ukraina   | 161-153         | -             | -                     | -             |

Damernas lagtävling
- Pfohl, Mensing och Sachse — bronsmatch, seger (3-1)

## Cykling

### Mountainbike
Herrarnas terränglopp
- Lado Fumic
  - Final — 2:11:57.88 (5:e plats)
- Carsten Bresser
  - Final — 2:13:37.23 (8:e plats)

Damernas terränglopp
- Sabine Spitz
  - Final — 1:54:46.49 (9:e plats)
- Hedda Zu Putlitz
  - Final — 1:58:19.65 (13:e plats)

### Landsväg
Herrarnas tempolopp
- Jan Ullrich
  - Final — 0:57:48 (Silver)
- Andreas Kloeden
  - Final — 0:59:33 (12:e plats)

Herrarnas linjelopp
- Jan Ullrich
  - Final — 5:29:08 (Guld)
- Andreas Klöden
  - Final — 5:29:20 (Brons)
- Erik Zabel
  - Final — 5:30:46 (14:e plats)
- Rolf Aldag
  - Final — 5:30:46 (24:e plats)
- Jens Voigt
  - Final — 5:30:46 (56:e plats)

Damernas tempolopp
- Judith Arndt
  - Final — 0:43:31 (7:e plats)
- Hanka Kupfernagel
  - Final — 0:43:31 (7:e plats)

Damernas linjelopp
- Hanka Kupfernagel
  - Final — 3:06:31 (Silver)
- Petra Rossner
  - Final — 3:09:17 (30:e plats)
- Ina-Yoko Teutenberg
  - Final — DNF

### Bana
Herrarnas sprint
- Jens Fiedler
  - Kval — 10.287
  - Första omgången — Besegrade Anthony Peden från Nya Zeeland
  - Åttondelsfinal — Besegrade Darryn Hill från Australien
  - Kvartsfinal — Besegrade Jan van Eijden från Tyskland
  - Semifinal — Förlorade mot Marty Nothstein från USA
  - Bronslopp — Besegrade Laurent Gané från Frankrike — Brons
- Jan van Eijden
  - Kval — 10.540
  - Första omgången — Besegrade Sean Eadie från Australien
  - Åttondelsfinal — Besegrade Viesturs Berzins från Lettland
  - Kvartsfinal — Förlorade mot Jens Fiedler från Tyskland
  - Klassificering 5-8 — 5:e plats

Herrarnas förföljelse
- Robert Bartko
  - Kval — 04:18.972
  - Semifinal — Besegrade Brad McGee från Australien
  - Final — Besegrade Jens Lehmann från Tyskland — Guld
- Jens Lehmann
  - Kval — 04:21.350
  - Semifinal — Besegrade Rob Hayles från Storbritannien
  - Final — Förlorade mot Robert Bartko från Tyskland — Silver

Herrarnas tempolopp
- Stefan Nimke
  - Final — 01:02.487 (Silver)
- Sören Lausberg
  - Final — 01:02.937 (4:e plats)

Herrarnas poänglopp
- Thorsten Rund
  - Points — 0
  - Laps Down — 2 (23:e plats)

Herrarnas keirin
- Jan van Eijden
  - Första omgången — Heat — 3; Plats — 1
  - Andra omgången — Heat — 1; Plats — 2
  - Final — 4th place
- Jens Fiedler
  - Första omgången — Heat — 1; Plats — 1
  - Andra omgången — Heat — 1; Plats — 1
  - Final — 3rd place — Brons

Herrarnas lagsprint
- Jens Fiedler, Sören Lausberg, Stefan Nimke
  - Kval — 45.701
  - Andra omgången — 45.537 (gick inte vidare)

Herrarnas lagförföljelse
- Guido Fulst, Robert Bartko, Daniel Becke, Jens Lehmann
  - Kval — 04:05.750
  - Kvartsfinal — 04:01.810
  - Semifinal — 04:05.930
  - Final — 03:59.710 (Guld) — världsrekord

Herrarnas Madison
- Olaf Pollack, Guido Fulst
  - Final — 9 (6:e plats)

Damernas sprint
- Kathrin Freitag
  - Kval — 11.792
  - Åttondelsfinal — Förlorade mot Tanya Dubnicoff från Kanada (gick inte vidare)
  - Åttondelsfinal återkval — Heat 2, 2:a plats
  - Klassificering 9-12 — (9:e plats)

Damernas förföljelse
- Judith Arndt
  - Qualifying — 03:37.609 (gick inte vidare)

Damernas tempolopp
- Ulrike Weichelt
  - Final — 35.315 (6:e plats)
- Kathrin Freitag
  - Final — 35.473 (7:e plats)

Damernas poänglopp
- Judith Arndt
  - Poäng — 12 (5:e plats)

## Fotboll
Damer
| Nr             | Namn                   | Klubb     | Född              | SM        | Mål       |           | Gult kort · Gult kort · Rött kort | Rött kort |
| Målvakter      | Målvakter              | Målvakter | Målvakter         | Målvakter | Målvakter | Målvakter | Målvakter                         | Målvakter |
| -------------- | ---------------------- | --------- | ----------------- | --------- | --------- | --------- | --------------------------------- | --------- |
| 1              | Silke Rottenberg       |           | 25 januari 1972   |           |           |           |                                   |           |
| 18             | Nadine Angerer         |           | 10 november 1978  |           |           |           |                                   |           |
| 22             | Andrea Schaller        |           | 14 september 1976 |           |           |           |                                   |           |
| Försvarare     |                        |           |                   |           |           |           |                                   |           |
| 2              | Kerstin Stegemann      |           | 29 september 1977 |           |           |           |                                   |           |
| 3              | Jeanette Götte         |           | 13 mars 1979      |           |           |           |                                   |           |
| 4              | Steffi Jones           |           | 22 december 1972  |           |           |           |                                   |           |
| 5              | Doris Fitschen         |           | 25 oktober 1968   |           |           |           |                                   |           |
| 12             | Stefanie Gottschlich   |           | 5 augusti 1978    |           |           |           |                                   |           |
| 13             | Sandra Minnert         |           | 7 april 197       |           |           |           |                                   |           |
| 14             | Tina Wunderlich        |           | 10 oktober 1977   |           |           |           |                                   |           |
| 20             | Martina Müller         |           | 18 april 1980     |           |           |           |                                   |           |
| Mittfältare    |                        |           |                   |           |           |           |                                   |           |
| 8              | Nicole Brandebusemeyer |           | 9 oktober 1974    |           |           |           |                                   |           |
| 10             | Bettina Wiegmann       |           | 7 oktober 1971    |           |           |           |                                   |           |
| 15             | Ariane Hingst          |           | 25 juli 1979      |           |           |           |                                   |           |
| 16             | Renate Lingor          |           | 11 oktober 1975   |           |           |           |                                   |           |
| 17             | Melanie Hoffman        |           | 29 november 1974  |           |           |           |                                   |           |
| 19             | Sandra Smisek          |           | 3 juli 1977       |           |           |           |                                   |           |
| 21             | Pia Wunderlich         |           | 26 januari 1975   |           |           |           |                                   |           |
| Anfallare      |                        |           |                   |           |           |           |                                   |           |
| 6              | Maren Meinert          |           | 5 augusti 1973    |           |           |           |                                   |           |
| 7              | Claudia Müller         |           | 21 maj 1974       |           |           |           |                                   |           |
| 9              | Birgit Prinz           |           | 25 oktober 1977   |           |           |           |                                   |           |
| 11             | Inka Grings            |           | 31 oktober 1978   |           |           |           |                                   |           |
| Förbundskapten |                        |           |                   |           |           |           |                                   |           |
|                | Tina Theune            |           |                   |           |           |           |                                   |           |

Gruppspel
| Lag        | S | V | O | F | GM | IM | MS | P |
| ---------- | - | - | - | - | -- | -- | -- | - |
| Tyskland   | 3 | 3 | 0 | 0 | 6  | 1  | +5 | 9 |
| Brasilien  | 3 | 2 | 0 | 1 | 5  | 3  | +2 | 6 |
| Sverige    | 3 | 0 | 1 | 2 | 1  | 4  | −3 | 1 |
| Australien | 3 | 0 | 1 | 2 | 2  | 6  | −4 | 1 |

Slutspel
|  | Semifinaler             | Semifinaler             |   |                       | Final                 | Final |  |
|  |                         |                         |   |                       |                       |       |  |
|  | 24 september - Sydney   |                         |   |                       |                       |       |  |
|  | Tyskland                | 0                       |   |                       |                       |       |  |
|  | Norge                   | 1                       |   |                       |                       |       |  |
|  |                         |                         |   |                       |                       |       |  |
|  |                         |                         |   |                       | 28 september - Sydney |       |  |
|  |                         |                         |   |                       | Norge (e.f.)          | 3     |  |
|  |                         | USA                     | 2 |                       |                       |       |  |
|  |                         |                         |   |                       |                       |       |  |
|  |                         |                         |   |                       |                       |       |  |
|  |                         |                         |   |                       | Bronsmatch            |       |  |
|  | 24 september - Canberra | 24 september - Canberra |   | 28 september - Sydney | 28 september - Sydney |       |  |
|  | USA                     | 1                       |   | Tyskland              | 2                     |       |  |
|  | Brasilien               | 0                       |   |                       | Brasilien             | 0     |  |

## Friidrott
Herrarnas 100 meter
- Marc Blume
  - Omgång 1 — 10.42 (gick inte vidare)

Herrarnas 800 meter
- Nils Schumann
  - Omgång 1 — 01:47.76
  - Semifinal — 01:44.22
  - Final — 01:45.08 (Guld)

Herrarnas 5 000 meter
- Jirka Arndt
  - Omgång 1 — 13:26.18
  - Final — 13:38.57 (8:e plats)

Herrarnas 110 meter häck
- Florian Schwarthoff
  - Omgång 1 — 13.55
  - Omgång 2 — 13.54
  - Semifinal — 13.39
  - Final — 13.42 (6:e plats)
- Falk Balzer
  - Omgång 1 — 13.67
  - Omgång 2 — 13.59
  - Semifinal — 13.59 (gick inte vidare)
- Raif Leberer
  - Omgång 1 — 56.74
  - Omgång 2 — 13.73 (gick inte vidare)

Herrarnas 400 meter häck
- Thomas Goller
  - Omgång 1 — 49.32
  - Semifinal — 49.28 (gick inte vidare)

Herrarnas 3 000 meter hinder
- Damian Kallabis
  - Omgång 1 — 08:24.48
  - Final — 09:09.78 (15:e plats)

Herrarnas kulstötning
- Oliver-Sven Buder
  - Kval — 19.96
  - Final — 18.72 (12:e plats)
- Michael Mertens
  - Kval — 18.72 (gick inte vidare)

Herrarnas diskuskastning
- Lars Riedel
  - Kval — 68.15 (gick inte vidare)
  - Final — 68.50 (Silver)
- Jürgen Schult
  - Kval — 63.76
  - Final — 64.41 (8:e plats)
- Michael Moellenbeck
  - Kval — 62.72
  - Final — 63.14 (10:e plats)

Herrarnas spjutkastning
- Boris Henry
  - Kval — 84.58
  - Final — 85.78 (7:e plats)
- Raymond Hecht
  - Kval — 84.00
  - Final — 87.76 (4:e plats)

Herrarnas släggkastning
- Heinz Weis
  - Kval — 73.51 (gick inte vidare)
- Karsten Kobs
  - Kval — 72.29 (gick inte vidare)
- Markus Esser
  - Kval — 69.51 (gick inte vidare)

Herrarnas längdhopp
- Kofi Amoah Prah
  - Kval — 8.01
  - Final — 8.19 (5:e plats)

Herrarnas tresteg
- Charles Friedek
  - Kval — 16.93
  - Final — NM

Herrarnas höjdhopp
- Wolfgang Kreißig
  - Kval — 2.27
  - Final — 2.29 (8:e plats)
- Christian Rhoden
  - Kval — 2.24 (gick inte vidare)

Herrarnas stavhopp
- Daniel Ecker
  - Kval — 5.70
  - Final — 5.80 (8:e plats)
- Michael Stolle
  - Kval — 5.70
  - Final — 5.90 (4:e plats)
- Tim Lobinger
  - Kval — 5.65
  - Final — 5.50 (13:e plats)

Herrarnas 20 kilometer gång
- Andreas Erm
  - Final — 1:20:25 (5:e plats)

Herrarnas 50 kilometer gång
- Mike Trautmann
  - Final — 3:56:19 (19:e plats)
- Denis Trautmann
  - Final — 3:58:14 (21:e plats)
- Robert Ihly
  - Final — DNF

Herrarnas maraton
- Michael Fietz
  - Final — 2:20:09 (37:e plats)
- Carsten Eich
  - Final — 2:24:11 (54:e plats)

Herrarnas tiokamp
- Frank Busemann
  - 100 m — 10.91
  - Längdhopp — 7.64
  - Kulstötning — 14.52
  - Höjdhopp — 2.09
  - 400 m — 48.97
  - 100 m häck — 14.16
  - Diskus — 33.71
  - Stavhopp — 5.00
  - Spjut — 64.91
  - 1,500 m — 04:25.32
  - Poäng — 8351.00 (7:e plats)
- Stefan Schmid
  - 100 m — 10.94
  - Längdhopp — 7.17
  - Kulstötning 14.04
  - Höjdhopp — 2.00
  - 400 m — 48.61
  - 100 m häck — 14.38
  - Diskus — 40.81
  - Stavhopp — 5.00
  - Spjut — 67.03
  - 1,500 m — 04:36.49
  - Poäng — 8206.00 (9:e plats)
- Mike Maczey
  - 100 m — 11.17
  - Längdhopp — 7.10
  - Kulstötning — 13.84
  - Höjdhopp — 2.03
  - 400 m — 49.91
  - 100 m häck — DNF
  - Diskus — 43.64
  - Stavhopp — 5.10
  - Spjut — 61.49
  - 1,500 m — 04:27.99
  - Poäng — 7228.00 (25:e plats)

Damernas 200 meter
- Sabrina Mulrain
  - Omgång 1 — 23.31
  - Omgång 2 — 23.24 (gick inte vidare)
- Andrea Philipp
  - Omgång 1 — DNS (gick inte vidare)

Damernas 800 meter
- Claudia Gesell
  - Omgång 1 — 01:58.56
  - Semifinal — 01:59.69 (gick inte vidare)

Damernas 5 000 meter
- Irina Mikitenko
  - Omgång 1 — 15:14.76
  - Final — 14:43.59 (5:e plats)

Damernas 10 000 meter
- Petra Wassiluk
  - Omgång 1 — 33:23.03 (gick inte vidare)

Damernas 400 meter häck
- Heike Meissner
  - Omgång 1 — 55.58
  - Semifinal — 55.73 (gick inte vidare)
- Ulrike Urbansky
  - Omgång 1 — 55.93
  - Semifinal — 55.23 (gick inte vidare)

Damernas 4 x 100 meter stafett
- Sabrina Mulrain, Andrea Philipp, Gabi Rockmeier, Marion Wagner
  - Omgång 1 — 42.82
  - Semifinal — 42.85
  - Final — 43.11 (6:e plats)

Damernas 4 x 400 meter stafett
- Florence Ekpo-Umoh, Shanta Ghosh, Birgit Rockmeier, Ulrike Urbansky
  - Omgång 1 — 03:27.02 (gick inte vidare)

Damernas kulstötning
- Astrid Kumbernuss
  - Kval — 18.90
  - Final — 19.62 (Brons)
- Nadine Kleinert-Schmitt
  - Kval — 18.39
  - Final — 18.49 (8:e plats)

Damernas diskuskastning
- Franka Dietzsch
  - Kval — 60.74
  - Final — 63.18 (6:e plats)
- Ilke Wyludda
  - Kval — 62.97
  - Final — 63.16 (7:e plats)

Damernas spjutkastning
- Steffi Nerius
  - Kval — 65.76
  - Final — 64.84 (4:e plats)

Damernas släggkastning
- Kirsten Münchow
  - Kval — 67.64
  - Final — 69.28 (Brons)

Damernas längdhopp
- Susen Tiedtke
  - Kval — 6.65
  - Final — 6.74 (6:e plats)
- Heike Drechsler
  - Kval — 6.84
  - Final — 6.99 (Guld)
- Sofia Schulte
  - Kval — 6.23 (gick inte vidare)

Damernas höjdhopp
- Amewu Mensah
  - Kval — 1.94
  - Final — 1.93 (8:e plats)

Damernas stavhopp
- Yvonne Buschbaum
  - Kval — 4.30
  - Final — 4.40 (6:e plats)
- Nicole Humbert
  - Kval — 4.30
  - Final — 4.45 (5:e plats)

Damernas 20 kilometer gång
- Beate Gummelt
  - Final — 1:34:59 (19:e plats)
- Kathrin Born-Boyde
  - Final — DNF

Damernas maraton
- Sonja Oberem
  - Final — 2:33:45 (24:e plats)
- Claudia Dreher
  - Final — DNS

Damernas sjukamp
- Sabine Braun
  - 100 m häck — 13.49
  - Höjdhopp — 1.81
  - Kulstötning — 14.33
  - 200 m — 24.74
  - Längdhopp — 6.22
  - Spjut — 48.56
  - 800 m — 02:19.14
  - Poäng — 6355 (5:e plats)
- Karin Ertl
  - 100 m häck — 13.43
  - Höjdhopp — 1.78
  - Kulstötning — 13.55
  - 200 m — 24.64
  - Längdhopp — 6.22
  - Spjut — 42.70
  - 800 m — 02:16.25
  - Poäng — 6209 (7:e plats)
- Astrid Retzke
  - 100 m häck — 13.92
  - Höjdhopp — 1.57
  - Kulstötning — DNS
  - 200 m — DNS

## Fäktning
Herrarnas florett
- Ralf Bißdorf
- Richard Breutner
- Wolfgang Wienand

Herrarnas florett, lag
- Ralf Bißdorf, Richard Breutner, Wolfgang Wienand, och David Hausmann

Herrarnas värja
- Arnd Schmitt
- Jörg Fiedler
- Marc-Konstantin Steifensand

Herrarnas värja, lag
- Jörg Fiedler, Arnd Schmitt, Marc-Konstatin Steifensand, och Daniel Strigel

Herrarnas sabel
- Wiradech Kothny
- Dennis Bauer
- Eero Lehmann

Herrarnas sabel, lag
- Dennis Bauer, Wiradech Kothny och Alexander Weber

Damernas florett
- Rita König
- Sabine Bau
- Monika Weber-Koszto

Damernas florett, lag
- Sabine Bau, Rita König och Monika Weber

Damernas värja
- Claudia Bokel
- Imke Duplitzer
- Katja Nass

Damernas värja, lag
- Claudia Bokel, Imke Duplitzer och Katja Nass

## Gymnastik
Artistisk
Herrarnas lagmångkamp
- Jan-Peter Nikiferov
- Dimitri Nonin
- Sergej Pfeifer
- Marius Toba
- Rene Tschernitschek
- Andreas Wecker

Damernas lagmångkamp
- Friederike Arlt, Susanne Benicke, Jeanine Fissler, Selma Neuhaus, Jessica Schumacher och Anica Seibel

Rytmisk
Damernas individuella rytmiska
- Helene Asmus
- Edita Schaufler

Trampolin
Herrarnas trampolin
- Michael Serth

Damernas trampolin
- Anna Dogonadze-Lilkendey

## Handboll
Herrar
Gruppspel
| Lag         | Pld | W | D | L | GF  | GA  | GD  | Poäng |
| ----------- | --- | - | - | - | --- | --- | --- | ----- |
| Ryssland    | 5   | 4 | 0 | 1 | 129 | 121 | +8  | 8     |
| Tyskland    | 5   | 3 | 1 | 1 | 128 | 113 | +15 | 7     |
| Jugoslavien | 5   | 3 | 0 | 2 | 130 | 127 | +3  | 6     |
| Egypten     | 5   | 3 | 0 | 2 | 122 | 115 | +7  | 6     |
| Sydkorea    | 5   | 1 | 1 | 3 | 128 | 131 | –3  | 3     |
| Kuba        | 5   | 0 | 0 | 5 | 128 | 158 | –30 | 0     |

Slutspel
|  | Kvartsfinaler | Kvartsfinaler |          |         | Semifinaler | Semifinaler |  |  | Final | Final |
|  |               |               |          |         |             |             |  |  |       |       |
|  |               |               |          |         |             |             |  |  |       |       |
|  |               |               |          |         |             |             |  |  |       |       |
|  | Ryssland      | 33            |          |         |             |             |  |  |       |       |
|  | Ryssland      | 33            |          |         |             |             |  |  |       |       |
|  | Slovenien     | 22            |          |         |             |             |  |  |       |       |
|  | Slovenien     | 22            | Ryssland | 29      |             |             |  |  |       |       |
|  |               |               | Ryssland | 29      |             |             |  |  |       |       |
|  |               | Jugoslavien   | 26       |         |             |             |  |  |       |       |
|  | Frankrike     | Jugoslavien   | 26       | 21      |             |             |  |  |       |       |
|  | Frankrike     |               |          | 21      |             |             |  |  |       |       |
|  | Jugoslavien   | 26            |          |         |             |             |  |  |       |       |
|  | Jugoslavien   | 26            | Ryssland | 28      |             |             |  |  |       |       |
|  |               |               | Ryssland | 28      |             |             |  |  |       |       |
|  |               | Sverige       | 26       |         |             |             |  |  |       |       |
|  | Tyskland      | Sverige       | 26       | 26      |             |             |  |  |       |       |
|  | Tyskland      |               |          | 26      |             |             |  |  |       |       |
|  | Spanien       | 27            |          |         |             |             |  |  |       |       |
|  | Spanien       | 27            | Spanien  | 25      | Bronsmatch  | Bronsmatch  |  |  |       |       |
|  |               |               | Spanien  | 25      | Bronsmatch  | Bronsmatch  |  |  |       |       |
|  |               | Sverige       | 32       |         |             |             |  |  |       |       |
|  | Sverige       | Sverige       | 32       | 27      | Jugoslavien | 22          |  |  |       |       |
|  | Sverige       |               |          | 27      | Jugoslavien | 22          |  |  |       |       |
|  | Egypten       | 23            |          | Spanien | 26          |             |  |  |       |       |
|  | Egypten       | 23            |          |         | 26          |             |  |  |       |       |
|  |               |               |          |         |             |             |  |  |       |       |
|  |               |               |          |         |             |             |  |  |       |       |

## Judo
Herrar
- Oliver Gussenberg (– 60 kg)
- Martin Schmidt (– 73 kg)
- Florian Wanner (– 81 kg),
- Marko Spittka (– 90 kg)
- Daniel Gürschner (– 100 kg)
- Frank Möller (+ 100 kg)

Damer
- Anna-Maria Gradante (– 48 kg)
- Anja von Rekowski (– 63 kg)
- Yvonne Wansart (– 70 kg)
- Uta Kühnen (– 78 kg)
- Sandra Köppen (+ 78 kg)

## Kanotsport
Sprint
Herrar
Herrarnas K-1 500 m
- Lutz Liwowski
  - Kvalheat — 01:41,091
  - Semifinal — 01:40,586
  - Final — 02:00,259 (5:e plats)

Herrarnas K-1 1000 m
- Lutz Liwowski
  - Kvalheat — 03:36,404
  - Semifinal — DQ (gick inte vidare)

Herrarnas K-2 500 m
- Ronald Rauhe, Tim Wieskoetter
  - Kvalheat — 01:30,502
  - Semifinal — Bye
  - Final — 01:48,771 (Brons)

Herrarnas K-2 1000 m
- Olaf Winter, Andreas Ihle
  - Kvalheat — 03:14,631
  - Semifinal — Bye
  - Final — 03:16,627 (4:e plats)

Herrarnas K-4 1000 m
- Mark Zabel, Björn Bach, Jan Schäfer, Stefan Ulm
  - Kvalheat — 02:59,473
  - Semifinal — Bye
  - Final — 02:55,704 (Silver)

Herrarnas C-1 1000 m
- Andreas Dittmer
  - Kvalheat — 03:53,962
  - Semifinal — Bye
  - Final — 03:54,379 (Guld)

Herrarnas C-2 500 m
- Christian Gille, Thomas Zereske
  - Kvalheat — 01:43,233
  - Semifinal — Bye
  - Final — 01:59,294 (5:e plats)

Herrarnas C-2 1000 m
- Lars Kober, Stefan Uteß
  - Kvalheat — 03:39,218
  - Semifinal — 03:43,032
  - Final — 03:41,129 (Brons)

Damer
Damernas K-1 500 m
- Manuela Mucke
  - Kvalheat — 01:54,870
  - Semifinal — 01:55,794 (gick inte vidare)

Damernas K-2 500 m
- Birgit Fischer, Katrin Wagner
  - Kvalheat — 01:42,557
  - Semifinal — Bye
  - Final — 01:56,996 (Guld)

Damernas K-4 500 m
- Manuela Mucke, Birgit Fischer, Anett Schuck, Katrin Wagner
  - Kvalheat — 01:33,895
  - Semifinal — Bye
  - Final — 01:34,532 (Guld)

Slalom
Herrar
Herrarnas K-1 slalom
- Thomas Schmidt
  - Kval — 253,17
  - Final — 217,25 (Guld)

Herrarnas C-1 slalom
- Stefan Pfannmöller
  - Kval — 270,61
  - Final — 239,72 (5:e plats)
- Soeren Kaufmann
  - Kval — 271,90
  - Final — 240,18 (6:e plats)

Herrarnas C-2 slalom
- Andre Ehrenberg, Michael Senft
  - Kval — 279,54
  - Final — 301,78 (8:e plats)

Damer
Damernas K-1 slalom
- Mandy Planert
  - Kval — 298,39
  - Final — 257,85 (6:e plats)
- Susanne Hirt
  - Kval — 298,94
  - Final — 266,01 (10:e plats)

## Landhockey
Herrar
Coach: Paul Lissek

1. Christopher Reitz (GK)
2. Clemens Arnold (GK)
3. Philipp Crone
4. Christian Wein
5. Björn Michel
6. Sascha Reinelt
7. Oliver Domke
8. Christoph Eimer
9. Björn Emmerling
10. Christoph Bechmann
11. Michael Green
12. Tibor Weißenborn
13. Florian Kunz
14. Christian Mayerhöfer (c)
15. Matthias Witthaus
16. Ulrich Moissl

Gruppspel
| Lag            | Spelade | W | D | L | GF | GA | Poäng |
| -------------- | ------- | - | - | - | -- | -- | ----- |
| Pakistan       | 5       | 2 | 3 | 0 | 15 | 6  | 9     |
| Nederländerna  | 5       | 2 | 2 | 1 | 11 | 8  | 8     |
| Tyskland       | 5       | 2 | 2 | 1 | 7  | 6  | 8     |
| Storbritannien | 5       | 1 | 2 | 2 | 8  | 16 | 5     |
| Malaysia       | 5       | 0 | 4 | 1 | 5  | 6  | 4     |
| Kanada         | 5       | 0 | 3 | 2 | 7  | 11 | 3     |

Damer
Coach: Berthold Rauth

1. Julia Zwehl (GK)
2. Birgit Beyer
3. Denise Klecker
4. Tanja Dickenscheid
5. Nadine Ernsting-Krienke
6. Inga Möller
7. Natascha Keller
8. Friederike Barth
9. Britta Becker
10. Marion Rodewald
11. Heike Lätzsch
12. Katrin Kauschke (c)
13. Simone Grässer
14. Fanny Rinne
15. Caroline Casaretto
16. Franziska Gude

Gruppspel
| Lag           | Spelade | W | D | L | GF | GA | Poäng |
| ------------- | ------- | - | - | - | -- | -- | ----- |
| Nya Zeeland   | 4       | 2 | 1 | 1 | 7  | 5  | 7     |
| Kina          | 4       | 2 | 0 | 2 | 4  | 5  | 6     |
| Nederländerna | 4       | 1 | 2 | 1 | 9  | 9  | 5     |
| Tyskland      | 4       | 1 | 2 | 1 | 6  | 6  | 5     |
| Sydafrika     | 4       | 1 | 1 | 2 | 4  | 5  | 1     |

## Modern femkamp
Damer
- Elena Reiche — 4302 poäng, 21:e plats

Herrar
- Eric Walther — 4979 poäng, 16:e plats

## Ridsport
Individuell dressyr
- Nadine Capellmann («Farbenfroh»)
- Ulla Salzgeber («Rusty»)
- Alexandra Simons («Chacomo»)
- Isabell Werth («Gigolo»)
- Heike Kemmer («Albano»)

Individuell hoppning
- Otto Becker («Dobel's Cento»)
- Ludger Beerbaum («Goldfever»)
- Marcus Ehning («For Pleasure»)
- Lars Nieberg («Esprit»)
- Markus Beerbaum («Lady Weingard»)
- Sören von Rönne («Chandra»)

Individuell fälttävlan
- Andreas Dibowski («Leonas Dancer»)
- Nele Hagener («Little McMuffin»)
- Ingrid Klimke («Sleep Late»)
- Marina Köhncke («Sir Toby» and «Longchamps»)
- Kai Rüder («Butscher»)
- Annette Wyroll («Bantry Bay»)

## Segling
Mistral
- Alexander Baronjan
  - Lopp 1 — 13
  - Lopp 2 — 5
  - Lopp 3 — 6
  - Lopp 4 — 5
  - Lopp 5 — 10
  - Lopp 6 — 11
  - Lopp 7 — 9
  - Lopp 8 — (37) DNF
  - Lopp 9 — 17
  - Lopp 10 — 8
  - Lopp 11 — 18
  - Final — 84 (9:e plats)

Finnjolle
- Michael Fellmann
  - Lopp 1 — 18
  - Lopp 2 — (23)
  - Lopp 3 — 20
  - Lopp 4 — 5
  - Lopp 5 — (24)
  - Lopp 6 — 18
  - Lopp 7 — 20
  - Lopp 8 — 18
  - Lopp 9 — 19
  - Lopp 10 — 15
  - Lopp 11 — 12
  - Final — 145 (21:a plats)

470
- Stefan Meister och Frank Thieme
  - Lopp 1 — 20
  - Lopp 2 — 18
  - Lopp 3 — (24)
  - Lopp 4 — (26)
  - Lopp 5 — 24
  - Lopp 6 — 15
  - Lopp 7 — 7
  - Lopp 8 — 13
  - Lopp 9 — 4
  - Lopp 10 — 24
  - Lopp 11 — 5
  - Final — 130 (17:e plats)

Tornado
- Roland Gaebler och Rene Schwall
  - Lopp 1 — (10)
  - Lopp 2 — 4
  - Lopp 3 — 8
  - Lopp 4 — 5
  - Lopp 5 — 3
  - Lopp 6 — (11)
  - Lopp 7 — 7
  - Lopp 8 — 2
  - Lopp 9 — 1
  - Lopp 10 — 1
  - Lopp 11 — 7
  - Final — 38 (Brons)

Starbåt
- Marc Aurel Pickel och Thomas Auracher
  - Lopp 1 — 11
  - Lopp 2 — 6
  - Lopp 3 — 2
  - Lopp 4 — 13
  - Lopp 5 — 10
  - Lopp 6 — 8
  - Lopp 7 — 11
  - Lopp 8 — 13
  - Lopp 9 — 8
  - Lopp 10 — (15)
  - Lopp 11 — (17) DSQ
  - Final — 82 (12th place)

Soling
- Gunnar Bahr, Ingo Borkowski och Jochen Schuemann
  - Utslagningsomgång, grupp 1 — (4-1) 4 poäng
  - Kvartsfinal — (4-1) 4 poäng
  - Semifinal— Besegrade Nederländerna
  - Final — Förlorade mot Danmark (Silver)

Mistral
- Amelie Lux
  - Lopp 1 — 1
  - Lopp 2 — 2
  - Lopp 3 — 1
  - Lopp 4 — 1
  - Lopp 5 — (4)
  - Lopp 6 — 2
  - Lopp 7 — 2
  - Lopp 8 — (3)
  - Lopp 9 — 2
  - Lopp 10 — 2
  - Lopp 11 — 2
  - Final — 15 (Silver)

Europajolle
- Petra Niemann
  - Lopp 1 — 13
  - Lopp 2 — 6
  - Lopp 3 — 18
  - Lopp 4 — 3
  - Lopp 5 — 9
  - Lopp 6 — 15
  - Lopp 7 — (28) OCS
  - Lopp 8 — (28) OCS
  - Lopp 9 — 5
  - Lopp 10 — 9
  - Lopp 11 — 9
  - Final — 87 (13th place)

470
- Nicola Birkner och Wibke Buelle
  - Lopp 1 — 8
  - Lopp 2 — 2
  - Lopp 3 — 4
  - Lopp 4 — 6
  - Lopp 5 — 12
  - Lopp 6 — 4
  - Lopp 7 — (20) OCS
  - Lopp 8 — 13
  - Lopp 9 — 1
  - Lopp 10 — 4
  - Lopp 11 — (15)
  - Final — 54 (5th place)

## Simhopp
Herrarnas 3 m
- Stefan Ahrens
  - Kval — 385,5
  - Semifinal — 218,67 — 604,17
  - Final — 400,5 — 619,17 (→ 9:e plats)

Herrarnas 3 m
- Andreas Wels
  - Kval — 414,84
  - Semifinal — 224,97 — 639,81
  - Final — 391,56 — 616,53 (→ 10:e plats)

Herrarnas 10 m
- Jan Hempel
  - Kval — 401,19
  - Semifinal — 181,71 — 582,9 (→ 15:e plats, gick inte vidare)

Herrarnas 10 m
- Heiko Meyer
  - Kval — 411,36
  - Semifinal — 179,34 — 590,7
  - Final — 420,66 — 600 (→ 11:e plats)

Herrarnas 10 m parhoppning
- Jan Hempel och Heiko Meyer
  - Final — 338,88 (→  Brons)

Damernas 3 m
- Conny Schmalfuss
  - Kval — 89,46 (→ 43:e plats, gick inte vidare)

Damernas 3 m
- Dörte Lindner
  - Kval — 309,21
  - Semifinal — 233,82 — 543,03
  - Final — 340,53 — 574,35 (→  Brons)

Damernas 10 m
- Ditte Kotzian
  - Kval — 265,32 (→ 20:e plats, gick inte vidare)

Damernas 10 m
- Ute Wetzig
  - Kval — 289,38
  - Semifinal — 169,77 — 459,15
  - Final — 268,47 — 438,24 (→ 12:e plats)

Damernas 3 m parhoppning
- Dörte Lindner och Conny Schmalfuss
  - Final — 263,76 (→ 7:e plats)

## Taekwondo
Herrarnas −68 kg
- Aziz Acharki

Herrarnas −80 kg
- Faissal Ebnoutalib (– 80 kg)

Damernas −49 kg
- Fadime Helvacioglu

## Tennis
Herrar
- Tommy Haas
- Nicolas Kiefer
- David Prinosil
- Rainer Schüttler

Damer
- Anke Huber (skadad)
- Jana Kandarr

## Triathlon
Damernas triathlon
- Anja Dittmer — 2:04:36,88 (→ 18:e plats)
- Joelle Franzmann — 2:05:26,96 (→ 21:a plats)

Herrarnas triathlon
- Stephan Vuckovic — 1:48:37,58 (→  Silver)
- Andreas Raelert — 1:49:31,28 (→ 12:e plats)